# RGS11
RGS11‏ (Regulator of G protein signaling 11) هوَ بروتين يُشَفر بواسطة جين RGS11 في الإنسان.